# 宮原亜矢
宮原 亜矢（みやはら あや、4月26日 - ）は、日本のディスクジョッキー・ラジオパーソナリティ、ライター。
鹿児島県出水市出身。血液型はAB型。趣味は映画鑑賞、ライブ鑑賞、CDショップ巡り、格闘技観戦。特技はバレーボール、ギター、ベース演奏、尻相撲。

## 出演番組
ラジオ
- Dig The Rocks （bayfm）

※2010年12月24日(金)の放送をもって卒業。
- Wood Music Freak （bayfm）
- SEE YOU NEXT WEEK! （JFNC）
- New Disc Preview（JFNC）

テレビ
- Mutoma International （テレビ神奈川）